# Pseudometa andersoni
Pseudometa andersoni är en fjärilsart som beskrevs av Willie Horace Thomas Tams 1925. Pseudometa andersoni ingår i släktet Pseudometa och familjen ädelspinnare. Inga underarter finns listade i Catalogue of Life.